# THE WAVE
『THE WAVE』（ザ・ウェーブ）は、1990年4月2日から同年9月28日までTBS系列（JNN加盟局）で生放送された朝の報道・情報番組。ステレオ放送、クリアビジョン放送（いずれも一部地域を除く）

## 番組内容
前番組『朝のホットライン』のリニューアル版。司会は引き続き草野仁が務めたが、パートナー役の女性司会はそれまでの局アナ1名から隔週交代の2名に変更された。前期はニュース、ヤング向け情報が中心だったが、当初から視聴率が振るわず、後期には草野と共に『朝のホットライン』から引き続き出演し、本業の落語家としても本番組へのリニューアルから間もなく真打へ昇進した立川志の輔がスタジオに入り実質3人で司会をするようになり、ニュース、各地の中継、8時台は志の輔がメイン進行となり「いいものデリバリー」の内容に変えた。「いいものデリバリー」のコーナーはやはり各地からの中継でその場所にちなんだクイズを出題し、視聴者が電話で参加してクイズに正解すると名産品がプレゼントされるものだった。
しかし、番組は半年で終了。最終回は建設途中の東京都庁をバックに東京都新宿区のモノリスビル屋上から放送した。『朝のホットライン』から5年半担当した草野と志の輔もこの回をもってTBSの朝の情報番組から勇退することとなった。

## テーマ曲
- million kiss （大江千里） - 当初は番組内のみで流れていたが、後の1990年7月21日にCD化された（シングル「dear」のカップリング）。CDとは演奏がやや異なっており、オープニングとエンディングの途中（大サビ前のBメロ部分）まではインストゥルメンタルだった。エンディングは大サビ前のBメロが終わると再びイントロから1番をワンコーラス流していた。

## 出演者
- 草野仁（『朝のホットライン』から続投　当時TBS契約アナウンサー）
- 立川志の輔（同上）
- 高橋亨子（日替わり出演）
- 井上真紀（日替わり出演）
- 畑恵美子（現姓・戸田。当時TBSアナウンサー。天気予報・レポーター担当）
- 青木靖雄（当時TBS報道局アナウンサー。「8時のニュース」担当。『JNNおはようニュース&スポーツ』と兼務）
- 下村健一（同上、金曜のみ）

## テレビの道路交通情報
TBSの関東ローカル枠内で放送。同じ時期にスタートした、フジテレビ系列の『FNN朝駆け第一報!』（月 - 金曜、6:00 - 6:55）に追随する形で、東京都千代田区九段南の千代田会館1Fにある財団法人日本道路交通情報センターの九段センターと中継回線をむすび、関東ローカルの天気予報のあと7:20頃、九段センターの道路交通情報のキャスターが出演して、首都圏の道路情報を伝えた。TBSの出演キャスターは、同じ日の『NHKモーニングワイド』の関東ローカル枠の道路交通情報（6:58と7:32）にも出演した。この番組以降は、TBSと専属契約している、警視庁交通管制センターに常駐のキャスターが担当するようになり（ただし、ラジオと同じ回線を使用のため、音声のみの出演。映像は首都高速道路のジャンクションなどを映す）、日本道路交通情報センターのキャスターの出演は無くなった。

### 道路交通情報キャスター
いずれも出演当時、九段センター所属。退職者も含む。
男性
- 北久保隆一
- 横田勝
- 木南純
- 大浦洋
- 望月貴史（退社後エフエム鹿児島、エフエム青森を経てフリーアナウンサー）

女性
- 小鶴千恵子
- 土屋良江
- 済藤亮子（旧姓・吉沢）
- 谷崎朋子
- 三輪智美
- 吉澤ひとみ（旧姓・岡部）（退社）
- 鈴木裕子（退社）
- 西山久美子（退社）
- 干場裕子（退社）
- 浅井美佐（退社）

## ネット局
系列は当時の系列。志の輔の出身地である富山県のチューリップテレビは、開局前のサービス放送で最終週を放送。
| 放送対象地域  | 放送局         | 系列           | 備考                 |
| ------------- | -------------- | -------------- | -------------------- |
| 関東広域圏    | TBS            | TBS系列        | 制作局 現：TBSテレビ |
| 北海道        | 北海道放送     | TBS系列        |                      |
| 青森県        | 青森テレビ     | TBS系列        |                      |
| 岩手県        | 岩手放送       | TBS系列        | 現：IBC岩手放送      |
| 宮城県        | 東北放送       | TBS系列        |                      |
| 秋田県        | 秋田放送       | 日本テレビ系列 | [ 1 ]                |
| 山形県        | テレビユー山形 | TBS系列        |                      |
| 福島県        | テレビユー福島 | TBS系列        |                      |
| 山梨県        | テレビ山梨     | TBS系列        |                      |
| 新潟県        | 新潟放送       | TBS系列        |                      |
| 長野県        | 信越放送       | TBS系列        |                      |
| 静岡県        | 静岡放送       | TBS系列        |                      |
| 石川県        | 北陸放送       | TBS系列        |                      |
| 中京広域圏    | 中部日本放送   | TBS系列        | 現：CBCテレビ        |
| 近畿広域圏    | 毎日放送       | TBS系列        |                      |
| 島根県 鳥取県 | 山陰放送       | TBS系列        |                      |
| 岡山県 香川県 | 山陽放送       | TBS系列        | 現：RSK山陽放送      |
| 広島県        | 中国放送       | TBS系列        |                      |
| 山口県        | テレビ山口     | TBS系列        |                      |
| 愛媛県        | 南海放送       | 日本テレビ系列 | [ 1 ]                |
| 高知県        | テレビ高知     | TBS系列        |                      |
| 福岡県        | RKB毎日放送    | TBS系列        |                      |
| 長崎県        | 長崎放送       | TBS系列        |                      |
| 熊本県        | 熊本放送       | TBS系列        |                      |
| 大分県        | 大分放送       | TBS系列        |                      |
| 宮崎県        | 宮崎放送       | TBS系列        |                      |
| 鹿児島県      | 南日本放送     | TBS系列        |                      |
| 沖縄県        | 琉球放送       | TBS系列        |                      |

## 関連番組
- JNNおはようニュース&スポーツ（前座番組）
- HOTLINE（前番組）
- ビッグモーニング（後番組）